# Kletterweltcup 2023
Der Kletterweltcup 2023 begann mit dem Boulder-Wettbewerb in Hachiōji in Japan am 21. April 2023 und endete mit dem Wettbewerb in Wuijang in China am 24. September 2023. Anfang August wurde die Saison für die Kletterweltmeisterschaft 2023 in Bern unterbrochen.
Alle Angaben basieren auf dem IFSC Climbing Result Service.

## Weltcupwertungen

### Lead
| Rang | Name             | Land                   | Punkte |
| ---- | ---------------- | ---------------------- | ------ |
| 01   | Sorato Anraku    | Japan                  | 4300   |
| 02   | Alexander Megos  | Deutschland            | 2650   |
| 03   | Taisei Homma     | Japan                  | 2455   |
| 04   | Shion Omata      | Japan                  | 2445   |
| 05   | Toby Roberts     | Vereinigtes Königreich | 2440   |
| 06   | Satone Yoshida   | Japan                  | 2080   |
| 07   | Yoshiyuki Ogata  | Japan                  | 2065   |
| 08   | Sascha Lehmann   | Schweiz                | 1940   |
| 09   | Masahiro Higuchi | Japan                  | 1720   |
| 10   | Jakob Schubert   | Österreich             | 1690   |

| Rang | Name                 | Land                   | Punkte |
| ---- | -------------------- | ---------------------- | ------ |
| 01   | Jessica Pilz         | Österreich             | 3235   |
| 02   | Janja Garnbret       | Slowenien              | 3000   |
| 03   | Vita Lukan           | Slowenien              | 2725   |
| 04   | Ai Mori              | Japan                  | 2610   |
| 05   | Natsuki Tanii        | Japan                  | 2525   |
| 06   | Jain Kim             | Südkorea               | 2485   |
| 07   | Seo Chae-hyun        | Südkorea               | 2430   |
| 08   | Mia Krampl           | Slowenien              | 2275   |
| 09   | Nonoha Kume          | Japan                  | 2090   |
| 10   | Molly Thompson-Smith | Vereinigtes Königreich | 1885   |

### Bouldern
| Rang | Name              | Land                   | Punkte |
| ---- | ----------------- | ---------------------- | ------ |
| 01   | Sorato Anraku     | Japan                  | 3350   |
| 02   | Lee Dohyun        | Südkorea               | 3130   |
| 02   | Tomoa Narasaki    | Japan                  | 3000   |
| 04   | Toby Roberts      | Vereinigtes Königreich | 2710   |
| 05   | Mejdi Schalck     | Frankreich             | 2690   |
| 06   | Yoshiyuki Ogata   | Japan                  | 2335   |
| 07   | Chon Jong-won     | Südkorea               | 2275   |
| 08   | Hannes Van Duysen | Belgien                | 2140   |
| 09   | Meichi Narasaki   | Japan                  | 1945   |
| 10   | Yannick Flohé     | Deutschland            | 1750.5 |

| Rang | Name              | Land               | Punkte |
| ---- | ----------------- | ------------------ | ------ |
| 01   | Natalia Grossman  | Vereinigte Staaten | 3527,5 |
| 02   | Miho Nonaka       | Japan              | 3005   |
| 03   | Brooke Raboutou   | Vereinigte Staaten | 2990   |
| 04   | Oriane Bertone    | Frankreich         | 2649,5 |
| 05   | Ayala Kerem       | Israel             | 1995   |
| 06   | Stasa Gejo        | Serbien            | 1893   |
| 07   | Oceania Mackenzie | Australien         | 1880   |
| 08   | Janja Garnbret    | Slowenien          | 1805   |
| 09   | Anastasia Sanders | Vereinigte Staaten | 1765   |
| 10   | Seo Chae-hyun     | Südkorea           | 1744,5 |

### Speed
| Rang | Name               | Land                | Punkte |
| ---- | ------------------ | ------------------- | ------ |
| 01   | Veddriq Leonardo   | Indonesien          | 3470   |
| 02   | Wu Peng            | Volksrepublik China | 3405   |
| 03   | Samuel Watson      | Vereinigte Staaten  | 2550   |
| 04   | Long Jianguo       | Volksrepublik China | 2510   |
| 05   | Rahmad Adi Mulyono | Indonesien          | 2460   |
| 06   | Wang Xinshang      | Volksrepublik China | 2355   |
| 07   | Long Jinbao        | Volksrepublik China | 2255   |
| 08   | Zhang Liang        | Volksrepublik China | 2003   |
| 09   | Shin Euncheol      | Südkorea            | 1955   |
| 10   | Ryo Omasa          | Japan               | 1814   |

| Rang | Name                   | Land                | Punkte |
| ---- | ---------------------- | ------------------- | ------ |
| 01   | Natalia Kałucka        | Polen               | 3700   |
| 02   | Aleksandra Mirosław    | Polen               | 3545   |
| 03   | Deng Lijuan            | Volksrepublik China | 3535   |
| 04   | Desak Rita Kusuma Dewi | Indonesien          | 3225   |
| 05   | Rajiah Sallsabillah    | Indonesien          | 3015   |
| 06   | Aleksandra Kałucka     | Polen               | 2785   |
| 07   | Emma Hunt              | Vereinigte Staaten  | 2665   |
| 08   | Niu Di                 | Volksrepublik China | 2290   |
| 09   | Nurul Iqamah           | Indonesien          | 2125   |
| 10   | Zhang Shaoqin          | Volksrepublik China | 1870   |

## Podestplatzierungen Männer

### Lead
| Datum               | Ort               | 1. Platz       | 2. Platz        | 3. Platz            |
| ------------------- | ----------------- | -------------- | --------------- | ------------------- |
| 14.06. – 18.06.2023 | Innsbruck         | Sascha Lehmann | Alexander Megos | Jakob Schubert      |
| 30.06. – 02.07.2023 | Villars-sur-Ollon | Jakob Schubert | Adam Ondra      | Alexander Megos     |
| 07.07. – 09.07.2023 | Chamonix          | Toby Roberts   | Sam Avezou      | Sorato Anraku       |
| 14.07. – 15.07.2023 | Briançon          | Sorato Anraku  | Taisei Homma    | Satone Yoshida      |
| 08.09. – 09.09.2023 | Koper             | Sorato Anraku  | Jesse Grupper   | Alberto Ginés López |
| 22.09. – 24.09.2023 | Wuijang           | Sorato Anraku  | Shion Omata     | Taisei Homma        |

### Boulder
| Datum               | Ort            | 1. Platz       | 2. Platz          | 3. Platz        |
| ------------------- | -------------- | -------------- | ----------------- | --------------- |
| 21.04. – 23.04.2023 | Hachiōji       | Mejdi Schalck  | Hannes Van Duysen | Paul Jenft      |
| 28.04. – 30.04.2023 | Seoul          | Mejdi Schalck  | Tomoa Narasaki    | Chon Jong-won   |
| 19.05. – 21.05.2023 | Salt Lake City | Tomoa Narasaki | Sorato Anraku     | Toby Roberts    |
| 02.06. – 04.06.2023 | Prag           | Lee Dohyun     | Adam Ondra        | Mejdi Schalck   |
| 09.06. – 11.06.2023 | Brixen         | Toby Roberts   | Lee Dohyun        | Yoshiyuki Ogata |
| 14.06. – 18.06.2023 | Innsbruck      | Sorato Anraku  | Meichi Narasaki   | Sam Avezou      |

### Speed
| Datum               | Ort               | 1. Platz           | 2. Platz          | 3. Platz          |
| ------------------- | ----------------- | ------------------ | ----------------- | ----------------- |
| 28.04. – 30.04.2023 | Seoul             | Veddriq Leonardo   | Long Jinbao       | Wang Xinshang     |
| 06.05. – 07.05.2023 | Jakarta           | Raharjati Nursama  | Wang Xinshang     | Kiromal Katibin   |
| 19.05. – 21.05.2023 | Salt Lake City    | Veddriq Leonardo   | Wu Peng           | Kiromal Katibin   |
| 30.06. – 02.07.2023 | Villars-sur-Ollon | Long Jianguo       | Zhang Liang       | Ryo Omasa         |
| 07.07. – 09.07.2023 | Chamonix          | Rahmad Adi Mulyono | Rishat Khaibullin | Raharjati Nursama |
| 22.09. – 24.09.2023 | Wuijang           | Wu Peng            | Huang Jingjie     | Ryo Omasa         |

## Podestplatzierungen Frauen

### Lead
| Datum               | Ort               | 1. Platz       | 2. Platz         | 3. Platz        |
| ------------------- | ----------------- | -------------- | ---------------- | --------------- |
| 14.06. – 18.06.2023 | Innsbruck         | Janja Garnbret | Ai Mori          | Jessica Pilz    |
| 30.06. – 02.07.2023 | Villars-sur-Ollon | Janja Garnbret | Jessica Pilz     | Brooke Raboutou |
| 07.07. – 09.07.2023 | Chamonix          | Jain Kim       | Nonoha Kume      | Hélène Janicot  |
| 14.07. – 15.07.2023 | Briançon          | Vita Lukan     | Eliska Adamovska | Manon Hily      |
| 08.09. – 09.09.2023 | Koper             | Janja Garnbret | Ai Mori          | Vita Lukan      |
| 22.09. – 24.09.2023 | Wuijang           | Ai Mori        | Jessica Pilz     | Natsuki Tanii   |

### Boulder
| Datum               | Ort            | 1. Platz         | 2. Platz         | 3. Platz        |
| ------------------- | -------------- | ---------------- | ---------------- | --------------- |
| 21.04. – 23.04.2023 | Hachiōji       | Brooke Raboutou  | Hannah Meul      | Anon Matsufuji  |
| 28.04. – 30.04.2023 | Seoul          | Miho Nonaka      | Oriane Bertone   | Brooke Raboutou |
| 19.05. – 21.05.2023 | Salt Lake City | Natalia Grossman | Oriane Bertone   | Brooke Raboutou |
| 02.06. – 04.06.2023 | Prag           | Oriane Bertone   | Janja Garnbret   | Flavy Cohaut    |
| 09.06. – 11.06.2023 | Brixen         | Natalia Grossman | Seo Chae-hyun    | Stasa Gejo      |
| 14.06. – 18.06.2023 | Innsbruck      | Janja Garnbret   | Natalia Grossman | Miho Nonaka     |

### Speed
| Datum               | Ort               | 1. Platz            | 2. Platz               | 3. Platz               |
| ------------------- | ----------------- | ------------------- | ---------------------- | ---------------------- |
| 28.04. – 30.04.2023 | Seoul             | Aleksandra Mirosław | Natalia Kałucka        | Desak Rita Kusuma Dewi |
| 06.05. – 07.05.2023 | Jakarta           | Aleksandra Mirosław | Desak Rita Kusuma Dewi | Aleksandra Kałucka     |
| 19.05. – 21.05.2023 | Salt Lake City    | Aleksandra Mirosław | Desak Rita Kusuma Dewi | Deng Lijuan            |
| 30.06. – 02.07.2023 | Villars-sur-Ollon | Natalia Kałucka     | Emma Hunt              | Deng Lijuan            |
| 07.07. – 09.07.2023 | Chamonix          | Rajiah Sallsabillah | Victoire Andrier       | Nurul Iqamah           |
| 22.09. – 24.09.2023 | Wuijang           | Deng Lijuan         | Natalia Kałucka        | Niu Di                 |